# Fivelandia 8 - Le più belle sigle originali dei tuoi amici in TV
Fivelandia 8 - Le più belle sigle originali dei tuoi amici in TV è una raccolta di sigle di programmi per bambini in onda sulle reti Fininvest pubblicata nel 1990.

## Descrizione
L'album è l'ottavo capitolo della collana Fivelandia e contiene le sigle dei cartoni animati andati in onda sulle reti Mediaset nel periodo intorno alla pubblicazione e le sigle dell'edizione 1990/91 dei due programmi contenitori Bim Bum Bam e Ciao Ciao. Al circo, al circo era la sigla dell'omonimo programma televisivo in onda su Canale 5 il sabato sera e nel quale partecipavano, in vesti di conduttori, Cristina D'Avena ed i presentatori di Bim Bum Bam.
Solo sei brani presenti nella raccolta ed inediti su LP (Al circo al circo, Le avventure di Teddy Ruxpin, Cri Cri, Amici puffi, Niente paura c'è Alfred e Una spada per Lady Oscar) erano stati precedentemente pubblicati su 45 giri; dal 1990 in poi infatti la pubblicazione dei 45 giri delle sigle dei cartoni animati verrà progressivamente diradata fino ad essere definitivamente interrotta nel 1991. I brani Dinosaucers, Grande piccolo Magoo, Super Mario, Jenny Jenny e Tartarughe ninja alla riscossa e le sigle di Bim Bum Bam e Ciao Ciao sono del tutto inediti. Kiss me Licia, originariamente inserita nell'album Fivelandia 3 del 1985, era invece stata già pubblicata in numerose raccolte negli anni precedenti.
La versione di Una spada per Lady Oscar presente in questa raccolta è interpretata da Vincenzo Draghi nascosto dietro allo pseudonimo "Gli amici di Lady Oscar"; nelle successive pubblicazioni della Five Records sarà invece presentata la versione interpretata da Cristina D'Avena.
Questo è l'ultimo album della collana in cui risulta presente una sigla inedita della serie animata dei Puffi, tradizione iniziata col primo capitolo della collana e conclusa appunto con la sigla Amici puffi presente in questo volume.
Si riprenderà nel 1996 in Fivelandia 14 con la pubblicazione del singolo Puffa un po' di arcobaleno.
Nel 2006 l'album è stato ripubblicato, prima in versione doppia e successivamente singola.

## Tracce
1. Al circo, al circo (Alessandra Valeri Manera/Carmelo Carucci) - 3:37
2. Le avventure di Teddy Ruxpin (Alessandra Valeri Manera/Carmelo Carucci) - 3:29
3. Cri Cri (Alessandra Valeri Manera/Carmelo Carucci) - 3:52
4. Amici Puffi (Alessandra Valeri Manera/Vincenzo Draghi) - 3:14
5. Dinosaucers (Alessandra Valeri Manera/Carmelo Carucci) - 3:13
6. Grande, piccolo Magoo (Alessandra Valeri Manera/Vincenzo Draghi) - 3:21
7. Bim Bum Bam... ma che magia!!! (Alessandra Valeri Manera/Vincenzo Draghi) - 3:25
8. Niente paura, c'è Alfred! (Alessandra Valeri Manera/Carmelo Carucci) - 3:10
9. Super Mario (Alessandra Valeri Manera/Massimiliano Pani) - 4:01
10. Jenny, Jenny (Alessandra Valeri Manera/Vincenzo Draghi) - 3:29
11. Kiss me Licia (Alessandra Valeri Manera/Giordano Bruno Martelli) - 3:14
12. Una spada per Lady Oscar (Alessandra Valeri Manera/Carmelo Carucci) - 3:29
13. Tartarughe Ninja alla riscossa (Alessandra Valeri Manera/Vincenzo Draghi) - 3:48
14. Finalmente Ciao, Ciao (Alessandra Valeri Manera/Vincenzo Draghi) - 3:20

## Interpreti
- Cristina D'Avena (n. 1-2-3-4-5-6-8-9-10-11)
- Enzo Draghi sotto lo pseudonimo "Gli Amici di Lady Oscar" (n. 12)
- Giampaolo Daldello (n. 13)
- Roberto Ceriotti, Carlotta Pisoni Brambilla, Carlo Sacchetti, Manuela Blanchard, Debora Magnaghi, Uan (Giancarlo Muratori), Ambrogio (Daniele Demma) (n. 7)
- Paola Tovaglia, Flavio Albanese, Marco Milano, Four (Pietro Ubaldi), Fourino (Davide Garbolino) (n. 14)
- Cori: I Piccoli Cantori di Milano diretti da Laura Marcora, Paola Orlandi, Vincenzo Draghi, Marco Gallo, Silvio Pozzoli, Ricky Belloni, Moreno Ferrara

## Posizione in classifica
L'album arrivò a toccare la posizione numero 25 della classifica settimanale dei dischi più venduti in Italia.